# 多元王朝說
多元王朝說是認為日本在古代和中世存在多個王朝與大王並立的假說，由日本歷史學家古田武彥提出。
古田武彥發現前方後圓墳的形狀在各個不同地域存在微妙的差異，而文獻中又沒有這個時期日本列島存在一個統一王朝運營的記載，且根據中國古代史料的歷史記述，得出了日本各地存在不同王朝並立的假說。